# Damenbundesliga 2002 (Football)
Die Damenbundesliga (DBL) Saison 2002 war die 13. Spielzeit in der höchsten Spielklasse des American Football in Deutschland für Frauen.
Das Eröffnungsspiel der Saison 2002 bestritten die Rüsselsheim Wolfpack und die Spielgemeinschaft der Mülheim Shamrocks und Bochum Miners am 11. Mai 2002 um 15 Uhr. Die DBL-Saison 2002 wurde von Mai bis September ausgetragen. Im Anschluss an die reguläre Saison fanden ein Halbfinale und das Finale, der Ladiesbowl XI statt.
Das Finale wurde am 21. September in München ausgetragen. Wie im Vorjahr gewannen die Berlin Adler Girls gegen die Munich Cowboys Ladies, dieses Mal mit 28:20 in der Overtime. Für die Berlinerinnen war es ihre achte Deutsche Meisterschaft.

## Modus
In der Saison 2002 treten insgesamt neun Teams in zwei getrennten Gruppen an (vier in Gruppe Nord, fünf in Gruppe Süd). Jede dieser Gruppen trägt ein doppeltes Rundenturnier aus, wobei jedes Team einmal das Heimrecht genießt. Nach jeder Partie erhält die siegreiche Mannschaft zwei und die besiegte null Punkte. Bei einem Unentschieden erhält jede Mannschaft einen Punkt. Die Punkte des Gegners werden als Minuspunkte gerechnet. Nach Beendigung des Rundenturniers wird eine Rangliste ermittelt, bei der zunächst die Anzahl der erzielten Punkte entscheidend ist. Bei Punktgleichheit entscheidet der direkte Vergleich.
Nach den Rundenturnieren spielen die jeweils zwei bestplatzierten Mannschaften in zwei Play-off-Runden um die Deutsche Meisterschaft.
Pro Gruppe qualifizieren sich zwei Teams für die Play-offs: die Gruppenersten und -zweiten. In der ersten Runde der Play-offs, dem Halbfinale, spielen die Gruppen Nord und Süd über Kreuz gegeneinander, der jeweils Erstplatzierte spielt also gegen den Zweitplatzierten der anderen Gruppe. Hierbei genießen die Gruppenersten Heimrecht. Die siegreichen Teams treten im Ladiesbowl gegeneinander an.

## Teams
In der Gruppe Nord haben die folgenden Teams am Ligabetrieb teilgenommen:
- Berlin Adler Girls
- Braunschweig Lady Lions
- Hamburg Maniacs
- Kiel Baltic Witches

In der Gruppe Süd haben die folgenden Teams am Ligabetrieb teilgenommen:
- Cologne Crocodiles Ladies
- Munich Cowboys Ladies
- Spielgemeinschaft Mülheim Shamrocks/Bochum Miners (erstes Jahr als SG)
- Nürnberg Hurricanes
- Rüsselsheim Wolfpack

## Saisonverlauf
In diesem Jahr traten neun Teams in der DBL an, weil die Mülheim Shamrocks und die Bochum Miners eine Spielgemeinschaft bildeten.
Die Saison begann am 11. Mai mit einem Eröffnungsspiel der Rüsselsheim Wolfpack gegen die Spielgemeinschaft Mülheim/Bochum, welches Rüsselsheim mit 12:6 gewann.
Nordmeisterinnen wurden wie im Vorjahr ungeschlagen die Berlin Adler Girls, die im Halbfinale mit 33:6 gegen die Nürnberg Hurricanes gewannen und damit im Ladiesbowl standen. Ebenso wie im Vorjahr wurden die Kiel Baltic Witches Gruppenzweite.
Auch in der Süd-Gruppe verteidigten die Munich Cowboys Ladies ungeschlagen ihren Meistertitel vor den Nürnberg Hurricanes. Im Halbfinale gewann München mit 22:13 gegen die Kielerinnen.
Das Saisonfinale, der Ladiesbowl XI, fand in diesem Jahr im Dantestadion in München mit denselben Mannschaften wie in der Vorsaison statt. Erst in der zweiten Overtime gelang es den Berlin Adler Girls mit 28:20 gegen die Munich Cowboys Ladies ihren Titel als Deutsche Meister zu verteidigen. Für die Berlinerinnen war es die achte Meisterschaft und die dritte in Folge.

### Abschlusstabellen
| Gruppe Nord | Gruppe Nord             | Gruppe Nord | Gruppe Nord | Gruppe Nord | Gruppe Nord | Gruppe Nord | Gruppe Nord |    | Gruppe Süd                | Gruppe Süd | Gruppe Süd | Gruppe Süd | Gruppe Süd | Gruppe Süd | Gruppe Süd | Gruppe Süd |
| #           | Team                    | Punkte      | Sp          | S           | U           | N           | TD-Pkt.     | #  | Team                      | Punkte     | Sp         | S          | U          | N          | TD-Pkt.    |            |
| ----------- | ----------------------- | ----------- | ----------- | ----------- | ----------- | ----------- | ----------- | -- | ------------------------- | ---------- | ---------- | ---------- | ---------- | ---------- | ---------- | ---------- |
| 1.          | Berlin Adler Girls      | 12:00       | 6           | 6           | 0           | 0           | 281:600     | 1. | Munich Cowboys Ladies     | 16:00      | 8          | 8          | 0          | 0          | 300:130    |            |
| 2.          | Kiel Baltic Witches     | 08:40       | 6           | 4           | 0           | 2           | 120:960     | 2. | Nürnberg Hurricanes       | 10:60      | 8          | 5          | 0          | 3          | 109:830    |            |
| 3.          | Hamburg Maniacs         | 02:10       | 6           | 1           | 0           | 5           | 060:174     | 3. | Rüsselsheim Wolfpack      | 06:10      | 8          | 3          | 0          | 5          | 073:150    |            |
| 4.          | Braunschweig Lady Lions | 02:10       | 6           | 1           | 0           | 5           | 040:225     | 4. | Cologne Crocodiles Ladies | 05:11      | 8          | 2          | 1          | 5          | 042:193    |            |
|             |                         |             |             |             |             |             |             | 5. | SG Mülheim/Bochum         | 03:13      | 8          | 1          | 1          | 6          | 053:138    |            |

Erläuterung: Play-off-Qualifikation, Stand: 21. September 2002 (Saisonende)
- Tie-Break: Hamburg gewinnt direkten Vergleich gegen Braunschweig (38:34)

### Play-offs
|  | Halbfinale | Halbfinale           | Halbfinale |  |  | Ladiesbowl XI | Ladiesbowl XI        | Ladiesbowl XI |
|  |            |                      |            |  |  |               |                      |               |
|  |            |                      |            |  |  |               |                      |               |
|  | S1         | Munich Cowboy Ladies | 22         |  |  |               |                      |               |
|  | N2         | Kiel Baltic Witches  | 13         |  |  |               |                      |               |
|  |            |                      |            |  |  | S1            | Munich Cowboy Ladies | 20            |
|  |            |                      |            |  |  | N1            | Berlin Adlers Girls  | 28 (OT)       |
|  | N1         | Berlin Adler Girls   | 33         |  |  |               |                      |               |
|  | S2         | Nürnberg Hurricanes  | 6          |  |  |               |                      |               |
|  |            |                      |            |  |  |               |                      |               |

#### Halbfinale
|                       |                              |  |                       |                           |                     |  |              |
|                       | München 08.09.2002 11:00 Uhr |  | Munich Cowboys Ladies | \| \| 22 : 13 \| \| \| \| | Kiel Baltic Witches |  | Dantestadion |
| (0:7, 0:0, 8:0, 14:6) | München 08.09.2002 11:00 Uhr |  | Munich Cowboys Ladies |                           | Kiel Baltic Witches |  | Dantestadion |
|                       | 22 : 13                      |  |                       |                           |                     |  |              |
|                       |                              |  |                       |                           |                     |  |              |

|                        |                             |  |                    |                          |                     |  |                |
|                        | Berlin 08.09.2002 15:00 Uhr |  | Berlin Adler Girls | \| \| 33 : 6 \| \| \| \| | Nürnberg Hurricanes |  | Stade Napoleon |
| (13:0, 7:6, 0:0, 13:0) | Berlin 08.09.2002 15:00 Uhr |  | Berlin Adler Girls |                          | Nürnberg Hurricanes |  | Stade Napoleon |
|                        | 33 : 6                      |  |                    |                          |                     |  |                |
|                        |                             |  |                    |                          |                     |  |                |

#### Ladiesbowl XI
|                                                 |                              |  |                       |                           |                    |  |              |
|                                                 | München 21.09.2002 14:00 Uhr |  | Munich Cowboys Ladies | \| \| 20 : 28 \| \| \| \| | Berlin Adler Girls |  | Dantestadion |
| (0:0, 6:0, 0:0, 8:14) OT: 6:6, 0:8 Spielbericht | München 21.09.2002 14:00 Uhr |  | Munich Cowboys Ladies |                           | Berlin Adler Girls |  | Dantestadion |
|                                                 | 20 : 28                      |  |                       |                           |                    |  |              |
|                                                 |                              |  |                       |                           |                    |  |              |